# Strychnos panamensis
Strychnos panamensis är en tvåhjärtbladig växtart som beskrevs av Berthold Carl Seemann. Strychnos panamensis ingår i släktet Strychnos och familjen Loganiaceae. Inga underarter finns listade i Catalogue of Life.